# Музыка Final Fantasy X
Музыка для японской ролевой игры Final Fantasy X была написана Нобуо Уэмацу, ранее работавшим над саундтреками для других игр серии, а также Масаси Хамаудзу и Дзюнъей Накано. Таким образом, десятая часть стала первой, в которой Уэмацу не был единственным композитором. Final Fantasy X Original Soundtrack был издан на четырёх компакт-дисках в 2001 году компанией DigiCube, а затем переиздан в 2004 году Square Enix. Перед релизом в Северной Америке Tokyopop в 2002 году выпустила укороченную версию на одном диске. Помимо этого, в 2001 году DigiCube издала мини-альбом feel/Go dream: Yuna & Tidus, на который вошли синглы, отсутствующие в игре. Piano Collections Final Fantasy X — сборник оригинальных композиций, аранжированных Масаси Хамаудзу для пианино, был выпущен DigiCube в 2002 году, а затем переиздан Square Enix в 2004; все треки были исполнены Аки Куродой. Сборник вокальных аранжировок, созданных Кацуми Суямой, а также CD драма, были изданы в 2002 году DigiCube под названием Final Fantasy X Vocal Collection.
«Suteki da ne», заглавная песня игры, была исполнена на японском и английском языках певицей Рицуки Накано, также известной как Rikki. В 2001 году DigiCube издала эту композицию как сингл; в 2004 году он был переиздан Square Enix. Музыка, написанная для Final Fantasy X, получила высокие оценки, при этом многие рецензенты положительно отозвались о привлечении двух новых композиторов; особенно отмечалась работа Хамаудзу — как над самим саундтреком, так и над аранжировками для Piano Collections Final Fantasy X. Некоторые треки, в частности «Suteki da ne» и «To Zanarkand», остаются популярными по сей день — они неоднократно исполнялись на различных оркестровых концертах и входили в сборники, издаваемые Square Enix, а некоторые музыкальные группы выпускали переаранжированные версии.

## Альбомы

### Final Fantasy X Original Soundtrack
Final Fantasy X Original Soundtrack (яп. ファイナルファンタジーＸ　オリジナルサウンドトラック Фаинару Фантадзи Тэн Оридзинару Саундоторакку) — альбом, содержащий саундтрек к игре Final Fantasy X, написанный, аранжированный и спродюсированный Нобуо Уэмацу, Масаси Хамаудзу и Дзюнъей Накано. Вокальные партии исполнили: Рицуки Накано в песне «Suteki da ne», Билл Мьюр в «Otherworld» и хор для «Hymn of the Fayth». В альбом вошла 91 композиция на четырёх дисках общей продолжительностью 4 часа 32 минуты. Изначально он был выпущен в Японии 1 августа 2001 года компанией DigiCube, а затем переиздан Square Enix 10 мая 2004 года.
В 2002 году компания Tokyopop выпустила укороченную версию альбома в Северной Америке, содержащую 17 композиций на одном диске. Кроме того, в 2001 году в Японии перед выходом игры Square Enix выпустила альбом в поддержку Final Fantasy X, названный Final Fantasy X Promo CD. На него вошли отредактированные версии песен «Other World», «To Zanarkand» и «Battle 1»; общая длительность составила 7 минут 8 секунд.
Final Fantasy X Original Soundtrack занял четвёртую позицию в чарте Oricon и был продан в количестве 140 000 копий к январю 2010 года. Отзывы об альбоме были в основном положительные. Многие обозреватели назвали саундтрек «потрясающим», однако некоторые охарактеризовали его лишь как «удовлетворительную» работу. «Я наделся на большее», — пишет рецензент Soundtrack Central. Некоторые рецензенты заметили, что те части саундтрека, которые писал Уэмацу, оказались самыми слабыми — они почти не привлекают внимание на фоне работы двух других композиторов. «Другие треки Уэмацу звучат так, как будто их писал человек, страдающий от недостатка сна […]: недоработанные, банальные идеи […], представленные в скудной и безвкусной аранжировке», — пишет критик Square Enix Music. Другие журналисты, тем не менее, отмечали, что отдельные композиции за авторством Уэмацу оказались впечатляющими, в частности, песня «To Zanarkand». Работа Хамаудзу была оценена очень высоко; по мнению рецензентов, он и Накано привнесли «множество новых оттенков» в саундтрек. Хотя Накано принимал участие в написании лишь небольшого числа треков, в обзоре RPGFan отмечается, что его уникальный стиль сразу заметен в таких песнях как «Hurry!!» и «Fantasy» благодаря сильному звучанию ударных. «Композиции [созданные Накано и Хамаудзу] столь свежи и непосредственны, что на их фоне забываются невзрачные треки, написанные Уэмацу», — заключает журналист Square Enix Music. Final Fantasy X Official Soundtrack, в свою очередь, был назван неплохим сборником композиций из оригинального издания.
Треклист
| №   | Название                                                                          | Музыка           | Длительность |
| --- | --------------------------------------------------------------------------------- | ---------------- | ------------ |
| 1.  | «Listen to My Story» (「全部話しておきたいんだ」 Зэнбу Ханаситэу Окитаи нда)      | Масакадзу Морита | 0:08         |
| 2.  | «To Zanarkand» (ザナルカンドにて Занарукандо нитэ)                                | Нобуо Уэмацу     | 3:05         |
| 3.  | «Prelude» (プレリュード Пурэрьу:до)                                               | Уэмацу           | 3:44         |
| 4.  | «Tidus's Theme» (ティーダのテーマ Ти:да но Тэ:ма)                                 | Уэмацу           | 3:34         |
| 5.  | «Otherworld» (Otherworld)                                                         | Уэмацу           | 3:15         |
| 6.  | «Run!!» (急げ!! Исогэ!!)                                                          | Дзюнъя Накано    | 2:40         |
| 7.  | «This Is Your Story» (これはお前の物語だ Корэ ва Омаэ но Моногатари да)           | Накано           | 2:21         |
| 8.  | «Creep» (不気味 Букими)                                                           | Накано           | 2:48         |
| 9.  | «Battle Theme» (ノーマルバトル Но:мару Батору)                                    | Уэмацу           | 3:22         |
| 10. | «Victory Fanfare» (勝利のファンファーレ Сё:ри но Фанфа:рэ)                        | Уэмацу           | 1:35         |
| 11. | «Game Over» (ゲームオーバー Гэ:му О:ба:)                                          | Уэмацу           | 0:34         |
| 12. | «Out of the Frying Pan» (夢も希望もありません Юмэ мо Кибо: мо Аримасэн)           | Уэмацу           | 3:07         |
| 13. | «Leap in the Dark» (暗躍 Ан'яку)                                                  | Накано           | 1:27         |
| 14. | «Underwater Ruins» (海底遺跡 Каитэи Исэки)                                        | Накано           | 4:16         |
| 15. | «Oui Are Al Bhed» (チイはアルベド族 Тии ва Арубэдо-дзоку)                         | Уэмацу           | 3:24         |
| 16. | «Enemy Attack» (敵襲 Тэкисю:)                                                     | Накано           | 2:42         |
| 17. | «The Blitzers» (ブリッツに賭けた男達 Буритцу ни Какэта Отоко-тати)                | Уэмацу           | 3:53         |
| 18. | «Besaid» (ビサイド島 Бисэйдо-дзима)                                               | Масаси Хамаудзу  | 4:44         |
| 19. | «Spira Unplugged» (スピラの情景 Супира но Дзё:кэи)                                | Уэмацу, Хамаудзу | 2:49         |
| 20. | «Hymn of the Fayth» (祈りの歌 Инори но Ута)                                       | Уэмацу, Хамаудзу | 0:44         |
| 21. | «Phantoms» (幻想 Гэнсё:)                                                          | Накано           | 3:46         |
| 22. | «The Trials» (試練の間 Сирэн но Ма)                                               | Уэмацу           | 3:34         |
| 23. | «Hymn of the Fayth ~ Valefor» (祈りの歌～ヴァルファーレ Инори но Ута ~ Вэруфа:рэ) | Уэмацу, Хамаудзу | 0:42         |
| 24. | «The Summoning» (召喚 Сё:кан)                                                     | Накано           | 0:39         |
| 25. | «Braska's Daughter» (大召喚士の娘 Даисё:канси но Мусумэ)                          | Уэмацу           | 3:46         |
| 26. | «Goodnight» (おやすみ Оясуми)                                                     | Уэмацу           | 0:08         |

| №   | Название                                                                   | Музыка           | Длительность |
| --- | -------------------------------------------------------------------------- | ---------------- | ------------ |
| 1.  | «Yuna's Theme» (ユウナのテーマ Ю:на но Тэ:ма)                              | Уэмацу           | 3:30         |
| 2.  | «Movement in Green» (萌動 Хо:д:о)                                          | Уэмацу, Накано   | 3:16         |
| 3.  | «The Sending» (異界送り Икаи Окури)                                        | Уэмацу, Хамаудзу | 1:33         |
| 4.  | «Calm Before the Storm» (嵐の前の静けさ Араси но Маэ но Сидзукэса)         | Уэмацу           | 3:10         |
| 5.  | «Hymn of the Fayth ~ Ifrit» (祈りの歌～イフリート Инори но Ута ~ Ифури:то) | Уэмацу, Хамаудзу | 0:41         |
| 6.  | «Luca» (ルカ Рука)                                                         | Накано           | 3:41         |
| 7.  | «Grand Maester Mika» (マイカ総老師歓迎 Маика Со:ро:си Кангэи)              | Накано           | 1:16         |
| 8.  | «Decision on the Dock» (不撓の決意 Футо: но Кэцуи)                         | Накано           | 1:12         |
| 9.  | «The Splendid Performance» (The Splendid Performance)                      | Хамаудзу         | 3:32         |
| 10. | «Face-Off» (対峙 Таидзи)                                                   | Хамаудзу         | 2:07         |
| 11. | «Blitz Off» (Blitz Off)                                                    | Хамаудзу         | 3:32         |
| 12. | «Auron's Theme» (アーロンのテーマ А:рон но Тэ:ма)                          | Уэмацу           | 2:44         |
| 13. | «Mi'ihen Highroad» (ミヘン街道 Михэн Каидо:)                               | Уэмацу           | 3:23         |
| 14. | «Chocobo Jam» (ブラスdeチョコボ Бурасу лэ Тёкобо)                          | Уэмацу           | 2:52         |
| 15. | «The Travel Agency» (旅行公司 Рёко: Ко:си)                                 | Хамаудзу         | 3:05         |
| 16. | «They May Pass» (通行を許可します Цу:ко: о Кёкасимасу)                     | Уэмацу           | 1:10         |
| 17. | «Seymour's Theme» (シーモアのテーマ Си:моа но Тэ:ма)                       | Уэмацу           | 3:06         |
| 18. | «Twilight» (宵闇 Ёиями)                                                    | Накано           | 4:40         |
| 19. | «Djose Temple» (ジョゼ寺院 Дзёдзэ Дзиин)                                   | Уэмацу           | 3:18         |
| 20. | «Hymn of the Fayth ~ Ixion» (祈りの歌～イクシオン Инори но Ута ~ Икусион)  | Уэмацу, Хамаудзу | 0:40         |
| 21. | «Ride ze Shoopuf?» (シパーフ乗るぅ？ Сипа:фу Нору:?)                       | Уэмацу           | 4:12         |
| 22. | «Rikku's Theme» (リュックのテーマ Рюкку но Тэ:ма)                          | Уэмацу           | 4:02         |
| 23. | «Guadosalam» (グアドサラム Гуадосараму)                                    | Накано           | 3:23         |

| №   | Название                                                                      | Музыка           | Длительность |
| --- | ----------------------------------------------------------------------------- | ---------------- | ------------ |
| 1.  | «Thunder Plains» (雷平原 Каминари Хэйгэн)                                     | Хамаудзу         | 3:44         |
| 2.  | «Jecht's Theme» (ジェクトのテーマ Дзэкуто но Тэ:ма)                           | Уэмацу           | 2:33         |
| 3.  | «Macalania Woods» (マカラーニャの森 Макара:ня но Мори)                        | Хамаудзу         | 3:20         |
| 4.  | «The Void» (霧海 Кирикаи)                                                     | Накано           | 2:19         |
| 5.  | «The Temple Players» (寺院楽隊 Дзиин Гакутаи)                                 | Накано           | 2:22         |
| 6.  | «Seymour's Ambition» (シーモアの野望 Си:моа но Ябо:)                          | Уэмацу           | 2:14         |
| 7.  | «Hymn of the Fayth ~ Shiva» (祈りの歌～シヴァ Инори но Ута ~ Сива)            | Уэмацу, Хамаудзу | 0:41         |
| 8.  | «Pursuit» (迫りくる者たち Сэмари Куру Моно-тати)                              | Накано           | 2:10         |
| 9.  | «The Burning Sands» (灼熱の砂漠 Сякунэцу но Сабаку)                           | Хамаудзу         | 3:46         |
| 10. | «Peril» (危機 Кики)                                                           | Хамаудзу         | 4:03         |
| 11. | «The Truth Revealed» (明かされた真実 Акасарэта Синьдзицу)                     | Уэмацу           | 4:06         |
| 12. | «Launch» (発進 Хассин)                                                        | Хамаудзу         | 3:29         |
| 13. | «The Wedding» (結婚式 Кэкконсики)                                             | Хамаудзу         | 1:12         |
| 14. | «Assault» (襲撃 Сю:гэки)                                                      | Хамаудзу         | 4:06         |
| 15. | «Tragedy» (悲劇 Хигэки)                                                       | Хамаудзу         | 4:03         |
| 16. | «I Believe» (私は飛べる Ватаси ва Тобэру)                                     | Хамаудзу         | 1:27         |
| 17. | «Via Purifico» (浄罪の路 Дзё:дзаи но Мити)                                    | Уэмацу           | 2:29         |
| 18. | «Hymn of the Fayth ~ Bahamut» (祈りの歌～バハムート Инори но Ута ~ Бахаму:то) | Уэмацу, Хамаудзу | 0:41         |
| 19. | «Moment of Truth» (審判の時 Синпан но Токи)                                   | Хамаудзу         | 3:38         |
| 20. | «Patricide» (父を殺めた男 Тити о Аямэта Отоко)                                | Уэмацу           | 2:42         |
| 21. | «Suteki Da Ne» (素敵だね Сутэки да Нэ)                                        | Rikki, Уэмацу    | 5:34         |

| №   | Название                                                                                                 | Музыка           | Длительность |
| --- | --- | ---------------- | ------------ |
| 1.  | «Yuna's Determination» (ユウナの決意 Ю:на Но Кэцуи)                                                      | Уэмацу, Накано   | 3:42         |
| 2.  | «Lulu's Theme» (ルールーのテーマ Ру:ру: но Тэ:ма)                                                        | Уэмацу           | 3:52         |
| 3.  | «Bravely Forward» (勇ましく進め Исамасику Сусумэ:)                                                       | Уэмацу           | 3:25         |
| 4.  | «Hymn of the Fayth ~ Yojimbo» (祈りの歌~ようじんぼう Инори но Ута ~ Ё:дзинбо:)                           | Уэмацу, Хамаудзу | 0:42         |
| 5.  | «Servants of the Mountain» (極北の民 Кёкухоку но Тами)                                                   | Хамаудзу         | 4:42         |
| 6.  | «Hymn of the Fayth ~ The Ronso» (祈りの歌～ロンゾ族 Инори но Ута ~ Рондзо-дзоку)                         | Уэмацу, Хамаудзу | 0:42         |
| 7.  | «Wandering Flame» (彷徨の炎 Хо:ко: но Хон:о)                                                             | Хамаудзу         | 4:41         |
| 8.  | «Someday the Dream Will End» (いつか終わる夢 Ицука Овару Юмэ)                                            | Уэмацу, Хамаудзу | 4:24         |
| 9.  | «Hymn of the Fayth ~ Yunalesca» (祈りの歌～ユウナレスカ Инори но Ута ~ Ю:нарэсука)                       | Уэмацу, Хамаудзу | 0:42         |
| 10. | «Challenge» (挑戦 Тё:сэн)                                                                                | Хамаудзу         | 4:18         |
| 11. | «To the End of the Abyss» (深淵の果てに Синьдзэн но Хатэ ни)                                             | Хамаудзу         | 4:38         |
| 12. | «Gloom» (暗澹 Антан)                                                                                     | Накано           | 4:28         |
| 13. | «Hymn of the Fayth ~ Spira» (祈りの歌～スピラ Инори но Ута ~ Супира)                                     | Уэмацу, Хамаудзу | 0:43         |
| 14. | «The Unsent Laugh» (死人が笑う Сибито га Варау)                                                          | Уэмацу           | 3:33         |
| 15. | «Fight With Seymour» (シーモアバトル Си:моа Батору)                                                      | Уэмацу           | 5:46         |
| 16. | «Hymn of the Fayth ~ Anima» (祈りの歌～アニマ Инори но Ута ~ Анима)                                      | Уэмацу, Хамаудзу | 0:42         |
| 17. | «A Contest of Aeons» (召喚獣バトル Сэ:кадзю: Батору)                                                     | Накано           | 5:56         |
| 18. | «Final Battle» (決戦 Кэссэн)                                                                             | Хамаудзу         | 5:50         |
| 19. | «Ending Theme» (Ending Theme)                                                                            | Уэмацу           | 5:30         |
| 20. | «'Never Forget Them'» (「思い出してください」 "Омоидаситэ Кудасаи")                                      | Маюко Аоки       | 0:15         |
| 21. | «Suteki Da Ne (Orchestra Version)» (素敵だね オーケストラ・ヴァージョン Сутэки да нэ О:кэсутора Ва:дзён) | Rikki, Уэмацу    | 6:19         |

### feel/Go dream: Yuna & Tidus
feel/Go dream: Yuna & Tidus — мини-альбом, содержащий композиции, написанные Нобуо Уэмацу, который взял за основу другие композиции из игры. Так, «feel» основана на песне «Hymn of the Fayth», а «Go dream» — на «Tidus' Theme». Аранжировку выполнили Масаси Хамаудзу, Цуёси Сэкито и Масаёси Сокэн (под псевдонимом «Масаёси Кикути»). Вокальные партии были исполнены Маюко Аоки («feel») и Масакадзу Моритой («Go dream»). Альбом включает в себя шесть треков, а его общая длительность составляет 29 минут 51 секунду. Он был выпущен DigiCube 11 октября 2001 года с каталожным номером SSCX-10058.
Ремикс композиции «feel» был включён в качестве бонусного трека в альбом Vocal Collection of Final Fantasy X. Мини-альбом feel/Go dream: Yuna & Tidus достиг тринадцатой позиции в чартах Oricon.
Альбом получил положительные отзывы критиков. Так, похвалы удостоилась Маюко Аоки; по мнению обозревателя RPGFan, от её пения «захватывает дыхание». По мнению этого же журналиста стиль исполнения Масакадзу Мориты не подходит для композиций «Go dream» и «Endless Road, Endless Love» (где он поёт дуэтом с Аоки), однако музыкальное сопровождение выполнено на высоком уровне. Журналист сайта Square Enix Music выделил сольные партии скрипки, которые, по его мнению, являются наиболее сильными местами в композициях альбома. Он также отметил вокал Маюко Аоки: хотя её пение не доминирует в композициях, а скорее «дополняет их», благодаря чувственному исполнению, ей прекрасно удалось раскрыть «загадочность и одухотворённость» Юны. Журналист также заметил, что вокал Мориты не совсем вписывается в концепцию альбома, однако музыка во всех песнях звучит приятно и интересно.
| №  | Название                                       | Длительность |
| -- | ---------------------------------------------- | ------------ |
| 1. | «feel» (Юна)                                   | 4:36         |
| 2. | «Go dream» (Тидус)                             | 4:40         |
| 3. | «Endless Love Endless Road» (Юна и Тидус)      | 5:40         |
| 4. | «feel» (инструментальная)                      | 4:36         |
| 5. | «Go dream» (инструментальная)                  | 4:41         |
| 6. | «Endless Love Endless Road» (инструментальная) | 5:36         |

### Piano Collections Final Fantasy X
Piano Collections Final Fantasy X — сборник музыкальных композиций из оригинального саундтрека в аранжировке для пианино, выполненной Масаси Хамаудзу. Композиции были исполнены Аки Куродой. Хамаудзу поставил себе задачу не просто переложить музыку для исполнения на пианино, но и учесть особенности каждой композиции, идеи, которые они в себе несут. Альбом включает в себя 15 треков, а его длительность составляет 56 минут 43 секунды. Впервые он был издан в Японии компанией DigiCube 20 февраля 2002 года с каталожным номером SSCX-10064, а затем переиздан Square Enix 22 июля 2004 года под номером SQEX-10028.
Piano Collections Final Fantasy X оказался на 89-й строчке чарта Oricon и получил положительные отзывы критиков, назвавших его «отличным» альбомом, значительно превосходящим саундтреки ко многим другим играм. Отдельно была отмечена работа Хамаудзы; он был назван «чрезвычайно талантливым аранжировщиком и исполнителем». Положительных отзывов удостоилась и пианистка Аки Курода, которая, по мнению журналиста RPGFan, отлично претворила идеи композитора в жизнь.
| №   | Название                                                     | Длительность |
| --- | ------------------------------------------------------------ | ------------ |
| 1.  | «To Zanarkand» (ザナルカンドにて Занарукандо нитэ)           | 3:18         |
| 2.  | «Tidus' Theme» (ティーダのテーマ Тида но Тэма)               | 4:07         |
| 3.  | «Besaid» (ビサイド島 Бисаидо-дзима)                          | 3:01         |
| 4.  | «Hymn of the Fayth» (祈りの歌 Инори но Ута)                  | 6:18         |
| 5.  | «The Travel Agency» (旅行公司 Риокё Кёси)                    | 3:00         |
| 6.  | «Rikku's Theme» (リュックのテーマ Рюкку но Тэма)             | 2:49         |
| 7.  | «Guadosalam» (グアドサラム Гаудосараму)                      | 3:08         |
| 8.  | «Thunder Plains» (雷平原 Каминари Хэйгэн)                    | 3:21         |
| 9.  | «Assault» (襲撃 Сюгэки)                                      | 3:28         |
| 10. | «Via Purifico» (浄罪の路 Дзёзаи но Мити)                     | 3:13         |
| 11. | «Suteki Da Ne (Isn't It Wonderful?)» (素敵だね Сутэки да нэ) | 4:17         |
| 12. | «Yuna's Decision» (ユウナの決意 Юна но Кэцуи)                | 3:02         |
| 13. | «Servants of the Mountain» (極北の民 Кёкухоку но Тами)       | 4:03         |
| 14. | «Final Battle» (決戦 Кэссэн)                                 | 3:54         |
| 15. | «Ending Theme» (Ending Theme)                                | 5:34         |

### Final Fantasy X Vocal Collection
Final Fantasy X Vocal Collection — сборник вокальных аранжировок отрывков из игры, выполненных Кацуми Суямой. Кроме того, на диске присутствует радиопостановка, исполненная японскими актёрами озвучивания, работавшими над игрой. Альбом включает в себя 14 треков, а его продолжительность составляет 42 минуты 21 секунда. Он был выпущен в Японии компанией DigiCube 18 декабря 2002 года под каталожным номером SSCX-10073.
Vocal Collection получил неоднозначные отзывы критиков. Хотя некоторые из них похвалили «неплохое» исполнение вокальных партий, качество звука, по мнению рецензентов, оказалось на низком уровне, а музыкальный стиль показался многим слишком банальным. В обзоре на сайте RPGFan отмечалось, что альбом «не так уж плох», но его цена слишком завышена. «Я не могу отделаться от ощущения, что Square Enix просто решили заработать на популярности оригинальной игры», — пишет журналист. Треки «And On We Go» и «All the Way» были названы неудачными ввиду обилия музыкальных клише, а ремикс «feel» был охарактеризован как «одна из самых ужасных музыкальных композиций». Вместе с тем, положительной оценки удостоилась игра актёров озвучивания и свежесть звучания трека «Get Happy!». В чарте Oricon альбом достиг 69-й позиции.
| №   | Название | Длительность |
| --- | --- | ------------ |
| 1.  | «Monologue ~YUUNA~» (Монолог Юны)                                                                           | 1:59         |
| 2.  | «Namida no ato ni» (After Tears)                                                                            | 4:30         |
| 3.  | «Monologue ~TIIDA~» (Монолог Тидуса)                                                                        | 1:44         |
| 4.  | «A Ray of Hope»                                                                                             | 4:22         |
| 5.  | «Dialogue ~TIIDA, WAKKA~» (Диалог между Тидусом и Ваккой)                                                   | 1:43         |
| 6.  | «And On We Go»                                                                                              | 3:59         |
| 7.  | «Monologue ~RYUKKU~» (Монолог Рикку)                                                                        | 1:53         |
| 8.  | «Get Happy!»                                                                                                | 3:44         |
| 9.  | «Dialogue ~YUUNA, RYUKKU, RUURUU~» (Диалог между Юной, Рикку и Лулу)                                        | 1:33         |
| 10. | «All the Way»                                                                                               | 4:05         |
| 11. | «Monologue ~AARON~» (Монолог Аурона)                                                                        | 1:27         |
| 12. | «Neji» (Spiral)                                                                                             | 4:58         |
| 13. | «Epilogue ~TIIDA, YUUNA, RYUKKU, RUURUU, WAKKA, KIMARI~» (Эпилог (Тидус, Юна, Рикку, Лулу, Вакка и Кимари)) | 1:57         |
| 14. | «feel-Remix»                                                                                                | 4:27         |

## Отдельные песни

### Suteki da ne
«Suteki da ne» — главная тема Final Fantasy X, написанная Нобуо Уэмацу и Кадзусигэ Нодзимой и исполненная японской фолк-исполнительницей Рицуки Накано, также известной как Rikki. Композиторы выбрали именно её, так как в музыке Rikki отражалась атмосфера Окинавы. «Suteki da ne» исполняется на японском языке во всех версиях игры; название этой песни означает «Разве это не прекрасно?». Текст был написан Нодзимой, тогда как Уэмацу вместе с Сиро Хамагути занимался аранжировкой. Как и баллада в Final Fantasy VIII', «Suteki da ne» имеет две версии: одна исполняется во время кат-сцен, а другая (оркестровая) — во время титров.
18 июля 2001 года DigiCube выпустила одноимённый сингл, который был переиздан Square Enix 22 июля 2004 года. На диске также появилась инструментальная версия композиции, песня «Gotsuki-sama ~UTIKISAMA~» (рус. Луна) и вокальная версия главной темы Айрис Гейнсборо из Final Fantasy VII под названием «Pure Heart» (рус. Невинное сердце). Продолжительность сингла составляет 20 минут 35 секунд. Релиз 2001 года занял десятую позицию в чарте Oricon.
Существует «осенняя версия» песни, которая также была исполнена Рицуки Накано и выпущена компанией Universal 3 октября 2001 года на мини-альбоме «KANARIA» вместе с шестью другими треками. Эта версия песни (вместе с другими треками) вошла на диск Final Fantasy Single Collection, выпущенный EverAnime, Archer Records и Miya Records. Был выполнен официальный перевод на английский язык для концертов Distant Worlds: Music from Final Fantasy. Впервые песня на английском была исполнена Сюзан Кэллоуэй в Чикаго 12 декабря 2009 года.

### Otherworld
Музыка для «Otherworld», вступительной темы Final Fantasy X, была написана Нобуо Уэмацу, а автором слов стал Александр О. Смит. Композиция была исполнена Биллом Мьюиром, солистом токийской дэт-метал группы xtillidie. Смит получил заказ на написание текста, когда музыка уже была фактически написана; за основу он взял поэму «Песня бродяги Энгуса» ирландского поэта Уильяма Батлера Йейтса. При этом он посчитал, что для гитарного соло также необходимо написать лирику, поэтому заполнил эту часть художественной декламацией, «напоминающей вставки Limp Bizkit». Уэмацу очень понравился результат, и он включил это дополнение в финальную версию композиции.

## Влияние
Группа The Black Mages, созданная Нобуо Уэмацу и занимающаяся аранжировкой саундтреков игр серии Final Fantasy в стиле рок-музыки, выполнила аранжировку трёх композиций Final Fantasy X. Первой песней стала «Fight With Seymour», вошедшая на первый альбом группы (с одноимённым названием The Black Mages), выпущенный в 2003 году. Двумя другими композициями стали «Otherworld» и «The Skies Above» с альбома The Skies Above, поступившего в продажу в 2004 году. Кроме того, Уэмацу исполняет некоторые композиции на своих концертах Dear Friends: Music from Final Fantasy. Музыка из Final Fantasy X также исполнялась на других концертах и появлялась на альбомах, записанных вживую, например 20020220 Music from Final Fantasy. Песня «Swing de Chocobo» была исполнена Стокгольмским филармоническим оркестром на концертном туре Distant Worlds — Music from Final Fantasy, а «To Zanarkand» — Новым Японским филармоническим оркестром в рамках тура Tour de Japon: Music from Final Fantasy. Аранжировка композиции «A Fleeting Dream» была исполнена 9 июля 2011 года на концерте Symphonic Odysseys, на котором прозвучали другие творения Уэмацу. Независимые, но официально лицензированные издания музыки из Final Fantasy X издавались группами, занимающимися аранжировкой саундтреков, например Project Majestic Mix. Некоторые треки также появлялись на японских альбомах с ремиксами в стиле дёдзин, а также на английских сайтах ремиксов.